# Michigan
Il Michigan (in inglese , [ˈmɪʃɨɡən]), in passato adattato come Micigan, è uno Stato federato degli Stati Uniti d'America. L'abbreviazione postale è MI (vecchio stile: Mich.). Il nome deriva dal termine algonchino meshigami, che significa "grande lago", con riferimento all'omonimo specchio d'acqua. Questo Stato è conosciuto come la patria dell'industria automobilistica; ha inoltre una consistente attività turistica.
Le principali mete turistiche: Traverse City, Mackinac Island, e l'intera Penisola superiore, accolgono vacanzieri, cacciatori e amanti della natura da tutti gli Stati Uniti e Canada. Il Michigan possiede la più lunga costa (eccetto l'Alaska) e il maggior numero di barche da diporto di ogni altro Stato.
Gli abitanti del Michigan sono chiamati "michiganians" o anche "michiganders" e spesso soprannominati "wolverines" (dal nome inglese del ghiottone, l'animale caratteristico dello Stato). Un abitante della Penisola superiore è invece detto "Yooper" (dalla pronuncia di "UP-er", cioè abitante della UP. UP sta per Upper Peninsula, cioè Penisola Superiore).

## Storia

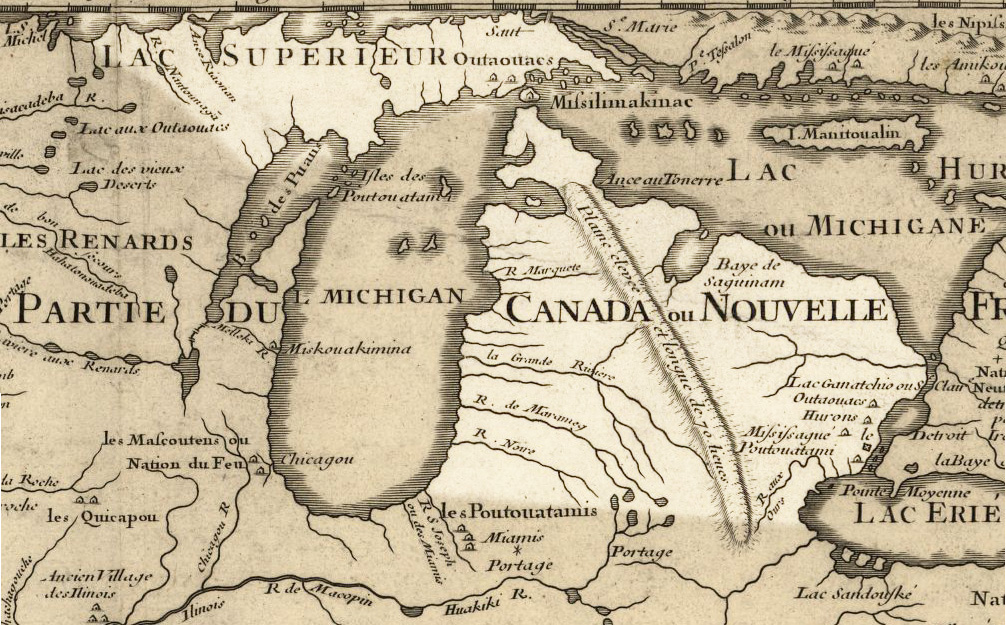
Cartina del Michigan nel 1718

Il territorio fu esplorato dai Francesi dal 1668, alla ricerca di nuovi mercati di pellicce, fondandovi stazioni commerciali fortificate e missioni religiose (Fort Pontchartrain-Detroit, Port Huron, Outamis, Fort Mackilimackinac, Fort Sault Ste. Marie, Saint Ignace). Fu occupato dagli Inglesi dal 1760 e dal 1783 passò agli Stati Uniti che, però riuscirono ad avere di fatto il dominio del territorio solo dal 1796, quando le truppe inglesi lasciarono Detroit. Entrato a far parte del "Territorio del Nord Ovest", diviene autonomo dal 1805, finché divenuto Stato nel 1835, entra nell'Unione il 26 gennaio 1837, come 26º stato. Durante la guerra di secessione partecipò attivamente contro gli stati schiavisti. Il Michigan fu il primo Stato americano ad abolire la pena di morte (nel 1864) e il primo Stato che ha come lingua ufficiale l'inglese.

## Geografia fisica

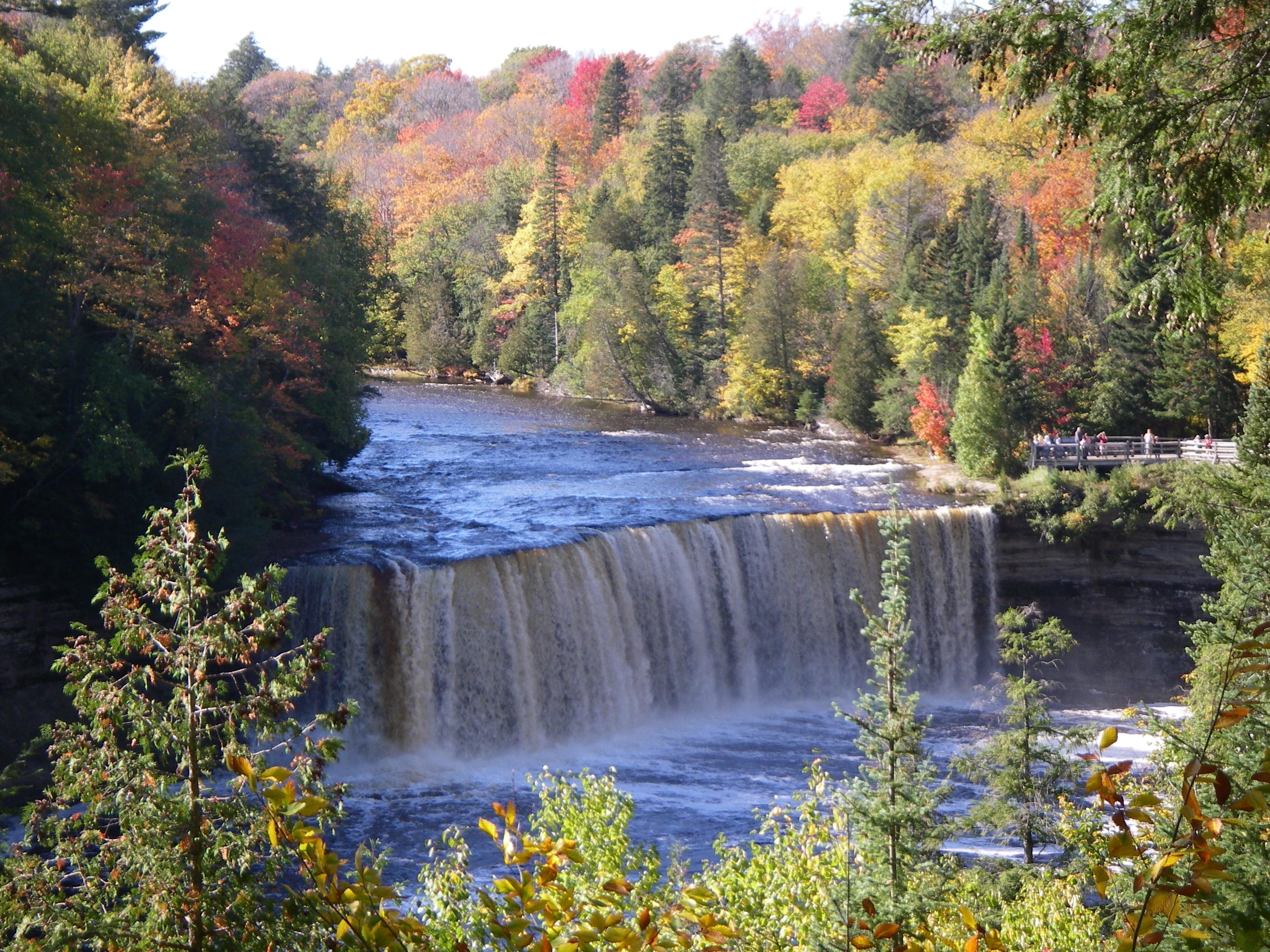
Tahquamenon Falls State Park

Lo Stato del Michigan è l'unico degli Stati USA formato da due penisole, giacenti tra gli 82°30' e i 90°30' longitudine ovest, separate dallo stretto di Mackinac e che prendono il nome di Penisola superiore e Penisola inferiore.
A sud confina con Ohio e Indiana, coi quali divide anche le acque interne del lago. Sulle acque sono anche la maggior parte dei confini occidentali, da sud a nord, con Illinois e Wisconsin sul Lago Michigan; quindi per una parte su terraferma col Wisconsin. La Penisola superiore è delineata principalmente dai fiumi Menominee e Montreal; quindi nuovamente confini sulle acque, in questo caso del Lago Superiore, con Wisconsin e Minnesota a ovest, e la provincia canadese dell'Ontario a nord. Il confine settentrionale attraversa tutto il Lago Superiore partendo dall'estremo nord del Minnesota, contenendo l'isle Royale, e quindi piegando verso sud-est fino al restringimento del lago presso Sault Ste. Marie. Tutto il grande confine nord ed est del Michigan è condiviso con la sola provincia dell'Ontario che infatti è anche il suo più grande partner commerciale. Il confine est, quasi interamente caratterizzato dal Lago Huron, termina nel Lago Erie con un punto di convergenza triplo tra Michigan, Ohio e Ontario.
Il Michigan ha una superficie di 150.504 km², cui vanno aggiunti 99.909 km² di acque dei Grandi Laghi e 3.380 km² di altre acque interne. In termini di acque territoriali solo lo Stato dell'Alaska ne ha di più negli Stati Uniti.
La regione della Penisola superiore è ricca di foreste e parzialmente montuosa nella parte più occidentale. I Monti Porcupine, i più vecchi dell'America del Nord, raggiungono altezze piuttosto modeste ma segnano lo spartiacque tra il bacino del Lago Superiore e quello del Lago Michigan. Entrambi i versanti di questa catena sono piuttosto scoscesi mentre la cima più alta è il Monte Arvon di appena 603 m. La penisola conta 330.000 abitanti e ha una bassa densità abitativa. La sua popolazione è spesso chiamata con l'appellativo Yoopers che deriva semplicemente dalla forma contratta del nome Upper Peninsula, vale a dire U.P. (dal quale U.P.ers e quindi yoopers), e ha un particolare dialetto, anch'esso con questo nome, che nasce dall'influenza subita dal gran numero di immigranti scandinavi e canadesi, stabilitisi qui durante il boom minerario alla fine dell'Ottocento.
La penisola inferiore (Lower Peninsula), con la forma che ricorda quella di un guanto, è lunga 446 km e larga 314 e costituisce i due terzi della superficie dello Stato. Il territorio è pressoché pianeggiante, fatta eccezione per alcune colline di forma conica, comunque molto basse (mai al di sopra dei 520 m). Il basso spartiacque che va da nord a sud divide la penisola in due parti delle quali quella occidentale, che digrada lievissimamente verso il Lago Michigan, è più grande. Il punto più basso dello Stato è la superficie stessa del Lago Erie, a 174 m.
È da sottolineare che la notevole distanza da Detroit e Lansing ha costituito nel tempo un isolamento non solo geografico della Penisola superiore, che può dirsi un'entità distinta dal resto dello Stato, sia culturalmente sia economicamente, al punto che non sono mancate proposte di secessione per far nascere un nuovo Stato dal nome di "Superior".
In entrambe le penisole ci sono molti laghi e zone umide (in totale si contano 11.037 specchi d'acqua), con coste frastagliate. Dopo l'Alaska, il Michigan ha la più lunga linea di coste degli Stati Uniti con i suoi 3.681 km. A questi si potrebbero aggiungere altri 1.415 km delle isole per un totale che equivale a circa tutta la lunghezza della costa atlantica dal Maine alla Florida. Nessun punto del Michigan dista più di 10 km da un lago interno o più di 137 km dalla riva di un grande lago. Le isole maggiori sono le isole Manitou, le isole Beaver e le isole Fox nel Lago Michigan; l'Isle Royale e l'Isle Grand nel Lago Superiore; Marquette, l'isola Bois Blanc e la Mackinac nel Lago Huron e Neebish Island, Sugar Island e le Isole Drummond sul fiume Saint Mary's.
I fiumi sono piccoli, brevi e poco profondi, e solo in pochi casi navigabili. Tra i principali l'Au Sable, il Thunder Bay, il Cheboygan e il Saginaw, immissari del Lago Huron; l'Ontonagon e il Tahquamenon che alimentano il Lago Superiore; il St. Joseph, il Kalamazoo, il Grand e l'Escanaba che sfociano nel Lago Michigan.
Detroit è l'unica metropoli statunitense dalla quale ci si deve dirigere verso sud per superare il confine con il Canada. L'area metropolitana di Detroit/Ann Arbor/Flint/Windsor è una delle più vaste del mondo.
In questo Stato c'è anche un parco nazionale, il Parco Nazionale dell'Isle Royale. Altre aree protette di interesse nazionale sono il Parco storico di Keweenaw, il "Pictured Rocks National Lakeshore", lo "Sleeping Bear Dunes National Lakeshore" e il "Father Marquette National Memorial".

### Clima
Secondo la più nota classificazione climatica, la classificazione dei climi di Köppen, il Michigan è incluso nella fascia climatica Dfb (Climi freddi delle medie latitudini con il mese più freddo con una temperatura media sotto i -3 °C) ossia un clima umido continentale in quasi tutto il suo territorio, sebbene debbano distinguersi due regioni. La parte meridionale e centrale della penisola inferiore (a sud della baia di Saginaw e dall'area di Grand Rapids in giù) ha un clima più mite (infatti ricade nella fascia climatica Dfa che, a differenza del Dfb, ha il mese più caldo con temperatura media superiore ai +22 °C) con estati molto calde e umide e inverni freddi ma corti. La parte settentrionale e l'intera Penisola superiore hanno un clima più rigido con estati calde e umide, ma relativamente corte e inverni decisamente lunghi e anche molto freddi in rapporto alla latitudine. In alcune parti la temperatura massima rimane sotto zero da dicembre fino a febbraio, o addirittura marzo nelle zone più settentrionali. Dalla fine dell'autunno a metà febbraio sono frequenti pesanti nevicate d'origine lacustre ("lake effect snow"). Con una certa frequenza si presentano anche fenomeni come i blizzard, che possono bloccare le città di questo Stato sotto diversi centimetri di neve e come le tempeste di ghiaccio, pericolosissime per il traffico stradale e per l'erogazione dell'energia elettrica. L'apporto delle precipitazioni va dai 750 ai 1000 mm annui (anche di più in alcune zone costiere orientali) ed è quindi abbondante in tutto lo Stato. Normalmente quella da dicembre a marzo è la stagione relativamente più secca, mentre da luglio a settembre c'è il periodo leggermente più favorevole alle piogge, che comunque hanno un andamento piuttosto regolare durante tutto l'anno.
Ci sono 30 giorni all'anno con temporali (spesso accompagnati da forti grandinate) che, specie nelle zone più meridionali, si accompagnano talvolta a problemi per la popolazione. Ci sono anche di media ben 17 tornado in un anno e la zona più colpita è sempre quella più a sud, che ricade nel cosiddetto "Tornado alley" (fascia dei tornado), la regione storicamente più soggetta a questo tipo di fenomeno così pericoloso. Il nord e la Penisola superiore sono normalmente esenti da tornado, ma di tanto in tanto questi si presentano anche in queste zone.

## Origini del nome
Il nome dello stato viene dal nome del lago Michigan, uno dei cinque Grandi Laghi degli Stati Uniti nordorientali, al confine con il Canada. A sua volta, il nome del lago è la versione francese della parola indiana ojibwa misshikama (pronuncia “mishigàma”) che significa “grande lago”.

## Società

### Evoluzione demografica
Nel censimento del 2010 la popolazione del Michigan era etnicamente così divisa:
- Bianchi – 78,9%
- Afroamericani – 14,2%
- Ispanici – 4,4%
- Nativi Americani o dell'Alaska – 0,7%
- Asiatici – 2,4%

La popolazione bianca, a seconda delle origini, risulta, secondo una stima del 2009, così suddivisa:
- Tedeschi – 22,7%
- Irlandesi – 12,1%
- Inglesi – 10,4%
- Polacchi – 9,1%
- Olandesi – 5,2%
- Francesi – 5,1%
- Italiani – 4,8%
- Scozzesi – 2,5%

### Città

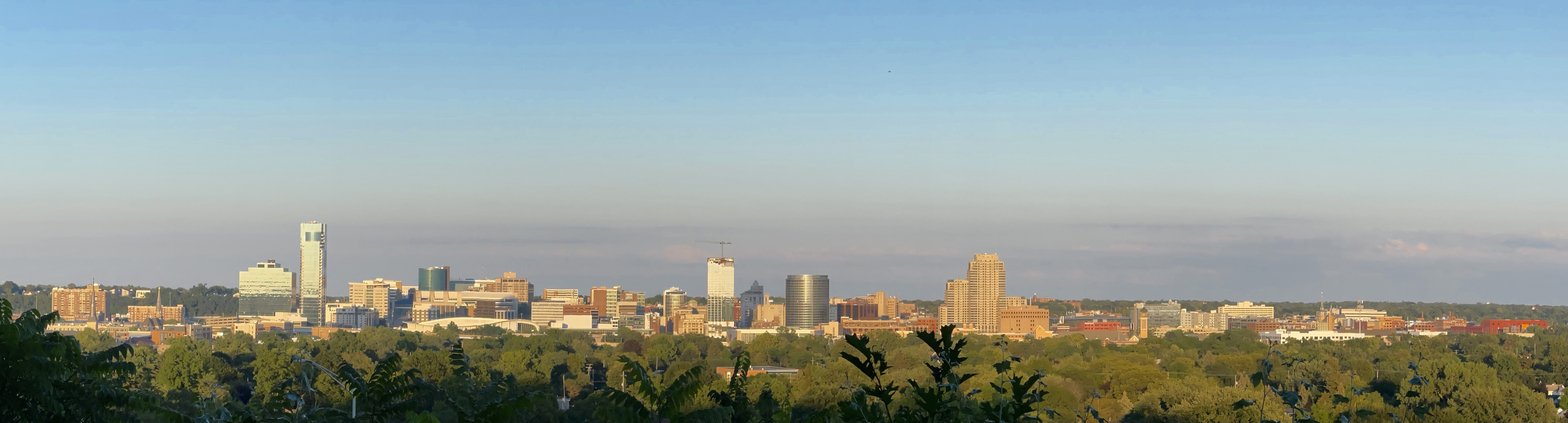
Lo skyline di Grand Rapids

La città più popolosa è Detroit, la cui area metropolitana supera i 4 milioni. Delle prime 10 città dello Stato 6 sono parte dell'area metropolitana di Detroit, mentre altre due, Ann Arbor e Flint, sono considerate "città satellite". Dunque solo Grand Rapids e la capitale Lansing sono esterne a quella che è l'undicesima città degli Stati Uniti.
Da una stima del 01-07-2007 queste sono le prime 10 città per numero di abitanti:
1. Detroit, 916.952
2. Grand Rapids, 193.627
3. Warren, 134.223
4. Sterling Heights, 127.349
5. Ann Arbor, 115.092
6. Lansing, 114.947
7. Flint, 114.662
8. Clinton, 96.253
9. Livonia, 93.931
10. Dearborn, 89.252

### Religioni
- Cristiani: 82%
  - Protestanti: 58%
    - Battisti: 15%
    - Metodisti: 10%
    - Pentecostali: 7%
    - Luterani: 5%
    - Chiesa Unita di Cristo: 3%
    - Chiesa di Cristo: 2%
    - Mormoni: 6%

  - Cattolici: 23%
  - Altri Cristiani: 1%
- Musulmani: 2%
- Ebrei: 1%
- Altro: 1%
- Atei:5%

## Sport
Le franchigie del Michigan che partecipano al Big Four (le quattro grandi leghe sportive professionistiche americane) sono:
- Detroit Lions, NFL
- Detroit Tigers, MLB
- Detroit Pistons, NBA
- Detroit Red Wings, NHL